# Guern
Guern (in bretone: Gwern) è un comune francese di 1 482 abitanti situato nel dipartimento del Morbihan nella regione della Bretagna.

## Società

### Evoluzione demografica
Abitanti censiti